# 橘秀明
橘秀明(ひで吉)（たちばな ひであき、(ひできち)1992年9月4日 - ）は、日本のタレント・アーティスト・モデル、JIPGAプロゴルフインストラクター。JBCライセンスを持つ元プロボクサー。

## 出演

### CM
- スリランカ現地CM JAPAN EXPOPremier SriLanka 2017

### TV
- スカパー!「ひで吉の裏側　〜Season1」主演・ひで吉役

2020年11月6日放送、11月15日・11月21日・11月26日 再放送

### 雑誌
- 月刊スカパー！11月号（2020年10月24日発売）

### ラジオ
- 市川うららFM 83.0「私は美女ぶっちゃけトーク」メインパーソナリティー

### イベント
- JAPAN EXPO Premier SriLanka 2017
- 東京ボーイズコレクション

### CD
- 夜空で君に
- その瞳の向こうに